# Euptychopoda
Euptychopoda là một chi bướm đêm thuộc họ Geometridae.